# Solânea
Solânea is een gemeente in de Braziliaanse deelstaat Paraíba. De gemeente telt 27.951 inwoners (schatting 2009).